# Acanthomastax dentifera
Acanthomastax dentifera är en insektsart som beskrevs av Marius Descamps 1971. Acanthomastax dentifera ingår i släktet Acanthomastax och familjen Euschmidtiidae. Inga underarter finns listade i Catalogue of Life.